# (269245) Catastini
(269245) Catastini est un astéroïde de la ceinture principale.

## Description
(269245) Catastini est un astéroïde de la ceinture principale. Il fut découvert le 27 août 2008 à Androuchivka par l'observatoire astronomique d'Androuchivka. Il présente une orbite caractérisée par un demi-grand axe de 3,05 UA, une excentricité de 0,17 et une inclinaison de 18,9° par rapport à l'écliptique.

## Compléments